# クレイグ郡 (オクラホマ州)
クレイグ郡（英: Craig County）は、アメリカ合衆国オクラホマ州の北東部に位置する郡である。2010年国勢調査での人口は15,029人であり、2000年の14,950人から0.5％増加した。郡庁所在地はビニタ市（人口5,743人）であり、同郡で人口最大の都市でもある。

## 歴史
クレイグ郡は1907年に創設され、郡名は、著名な混血のチェロキー族農夫でブルージャケット地域に住んでいたグランビル・クリグに因んで名付けられた。この地域はオーセージ族など平原インディアン部族の狩猟場だった。チェロキー族が1830年代、特に「涙の道」以降に移住して来はじめた。その後はインディアン準州のデラウェア族とチェロキー族クーウィースクーウィー地区の一部となった。
1871年、ミズーリ・カンザス・アンド・テキサス鉄道がこの地域を南北に貫く路線を建設した。またアトランティック・アンド・パシフィック鉄道がビニタを通る東西の路線を建設した。この線は1881年にタルサ市を通って延伸された。

## 地理
アメリカ合衆国国勢調査局に拠れば、郡域全面積は763平方マイル (1,976.2 km2)であり、このうち陸地は761平方マイル (1,971.0 km2)、水域は2平方マイル (5.2 km2)で水域率は0.22％である。オーセージ平原の中にあり、西端はオザーク高原である。幾つかの水流がネオショ川に注いでいる。

### 主要高規格道路
| - 州間高速道路44号線 - アメリカ国道59号線 - アメリカ国道60号線 - アメリカ国道69号線 - オクラホマ州道2号線 | - オクラホマ州道10号線 - オクラホマ州道25号線 - オクラホマ州道66号線 - オクラホマ州道82号線 |

### 隣接する郡
- ラベット郡 (カンザス州) - 北
- チェロキー郡 (カンザス州) - 北東
- オタワ郡 - 東
- デラウェア郡 - 南東
- メイズ郡 - 南
- ロジャーズ郡 - 南西
- ノワタ郡 - 西

## 人口動態

人口ピラミッド

以下は2000年の国勢調査による人口統計データである。
| 基礎データ - 人口: 14,880人 - 世帯数: 5,620 世帯 - 家族数: 3,945 家族 - 人口密度: 8人/km2（20人/mi2） - 住居数: 6,459軒 - 住居密度: 3軒/km2（8軒/mi2） 人種別人口構成 - 白人: 68.54% - アフリカン・アメリカン: 3.09% - ネイティブ・アメリカン: 16.31% - アジア人: 0.18% - 太平洋諸島系: 0.03% - その他の人種: 0.48% - 混血: 11.37% - ヒスパニック・ラテン系: 1.20% 年齢別人口構成 - 18歳未満: 23.9% - 18-24歳: 7.8% - 25-44歳: 27.9% - 45-64歳: 24.3% - 65歳以上: 16.2% - 年齢の中央値: 39歳 - 性比（女性100人あたり男性の人口） - 総人口: 101.1 - 18歳以上: 98.6 | 世帯と家族（対世帯数） - 18歳未満の子供がいる: 30.9% - 結婚・同居している夫婦: 57.3% - 未婚・離婚・死別女性が世帯主: 9.7% - 非家族世帯: 29.8% - 単身世帯: 27.0% - 65歳以上の老人1人暮らし: 13.9% - 平均構成人数 - 世帯: 2.46人 - 家族: 2.97人 収入と家計 - 収入の中央値 - 世帯: 30,997米ドル - 家族: 36,499米ドル - 性別 - 男性: 26,704米ドル - 女性: 20,082米ドル - 人口1人あたり収入: 16,539米ドル - 貧困線以下 - 対人口: 13.7% - 対家族数: 10.9% - 18歳未満: 17.3% - 65歳以上: 11.9% |

## 都市と町
| - ビッグキャビン - ブルージャケット | - ケッチャム - ビニタ - 郡庁所在地 | - ウェルチ |